# 「獄門島」オリジナルサウンドトラック
『「獄門島」オリジナルサウンドトラック』（ごくもんとうオリジナルサウンドトラック）は、1977年に公開された、東宝映画『獄門島』のサウンドトラックである。

## アルバム

### 「オリジナル・サウンドトラック　獄門島」（1977年）
1977年9月10日に、東宝レコードからLPレコードで発売された。
音楽はは田辺信一が担当し、演奏は東宝スタジオ・オーケストラが担当している。
1993年に初CD化されている。

#### 収録曲
A面
1. 愛のテーマ
2. 金田一耕助のテーマ
3. 吊り鐘
4. 船着き場
5. 霧
6. 夏の朝
7. 巡礼の旅

B面
1. 獄門島のテーマ
2. 獄門島の夜明け
3. 呪われた島
4. 運命
5. 断崖
6. 鐘楼

### 「獄門島・完全盤」《金田一耕助シリーズ・オリジナル・サウンドトラック》（1998年）
1977年に発売された音源にボーナストラックとして未発表音源（14～17）を収録して、1998年12月23日に発売された。
ジャケットはオリジナルとは異なる。

#### 収録曲
1. 愛のテーマ
2. 金田一耕助のテーマ
3. 吊り鐘
4. 船着き場
5. 霧
6. 夏の朝
7. 巡礼の旅
8. 獄門島のテーマ
9. 獄門島の夜明け
10. 呪われた島
11. 運命（さだめ）
12. 断崖
13. 鐘楼
14. 金田一耕助のテーマ（別ヴァージョン）
15. 夏の朝（別ヴァージョン）
16. 断崖（別ヴァージョン）
17. 鐘楼（別ヴァージョン）

### 「オリジナル・サウンドトラック 獄門島」（2011年）
オリジナル盤と同じジャケットに戻し、紙ジャケット仕様でデジタル・リマスターされ、2011年3月23日に発売された。
1998年に発売されたCDにさらに、ボーナストラックとして映画本編未使用曲、前野曜子が歌うイメージソングを初CD化。全22曲。
2019年にはケースをプラスチック製にして、再発された。

#### 収録曲
1. 愛のテーマ
2. 金田一耕助のテーマ
3. 吊り鐘
4. 船着き場
5. 霧
6. 夏の朝
7. 巡礼の旅
8. 獄門島のテーマ
9. 獄門島の夜明け
10. 呪われた島
11. 運命(さだめ)
12. 断崖
13. 鐘楼
14. 金田一耕助のテーマ（別ヴァージョン）
15. 夏の朝（別ヴァージョン）
16. 断崖（別ヴァージョン）
17. 鐘楼（別ヴァージョン）
18. 獄門島より 愛のテーマ／歌:リッキー&960ポンド
19. M-55-T2（夏の朝・別テイク）
20. M-33A（復員服の男）
21. M-37-2（巡礼の旅・別テイク）
22. M-56（NGエンディング）

### 発売履歴
| 発売日         | レーベル     | 規格           | 規格品番  |
| -------------- | ------------ | -------------- | --------- |
| 1977年9月10日  | 東宝レコード | LP             | AX-5013   |
| 1993年9月1日   | Sony Music   | CD             | SLCS-5013 |
| 1998年12月23日 | Volcano      | CD             | CPC8-3012 |
| 2011年3月23日  | 富士キネマ   | CD（紙ジャケ） | FJCM-12   |
| 2019年10月15日 | 富士キネマ   | CD             | FJCM-12   |

### 金田一耕助のエピローグ：第6弾「獄門島総劇伴集」
横溝正史生誕110年映画公開35周年記念に、過去に発売された音源とは別に、劇中で使用された音源で構成された。2012年6月20日、ディスクユニオンから発売された。
ライナーには、田辺信一に師事した作曲家・大川友章氏の特別インタビューを収録。

#### 収録曲
1. 獄門島由来
2. メインタイトル
3. 笠岡港の金田一耕助
4. 鬼頭千万太の手紙
5. 瀬戸の海
6. 獄門島を臨む～本鬼頭家
7. 月・雪・花
8. 座敷牢の主  光寺千選線せｓ
9. 床屋
10. 獄門島の夕陽～夜の逢引～愛染かつら
11. 金田一と早苗・鬼頭家
12. 復員船
13. 闇夜
14. 惨劇の夜
15. 霧の深い朝
16. 等々力警部到着
17. 草原の雪枝
18. 和尚の動揺
19. 水巡査走る
20. 冑の下のきりぎりす
21. 葬列
22. 太閤さんとお小夜聖天
23. 祈祷所
24. 金田一とお七
25. 金田一の追跡
26. 海賊の最期
27. 和尚と勝野
28. 雪の千光寺階段下
29. 月代殺害さる-早苗を追う金田一
30. 金田一と早苗・段々畑
31. 三枚の俳句
32. 吊り鐘歩く
33. 舟上-手品の種明かし
34. 見立て殺人の解明
35. 母と娘
36. 鬼頭嘉右衛門の遺言
37. 告白
38. 四国路の旅
39. 戦死の公報-伝法の儀式
40. 断崖の二人
41. 金田一耕助が島を去る日
42. さらば獄門島

## シングル
1977年9月に東宝レコードより発売された。

### 収録曲
A面
1. 愛のテーマ（4分３秒）

B面
1. 獄門島のテーマ（3分53秒）